# 妙高號護衛艦
妙高號護衛艦（日语：みょうこう，舷號DDG-175）是日本海上自衛隊金剛級護衛艦的三號艦；其艦名得名自新潟縣妙高市境內的妙高山，也是大日本帝國海軍與海上自衛隊中繼妙高號重巡洋艦後第二艘以該山命名的艦艇。

## 艦歴

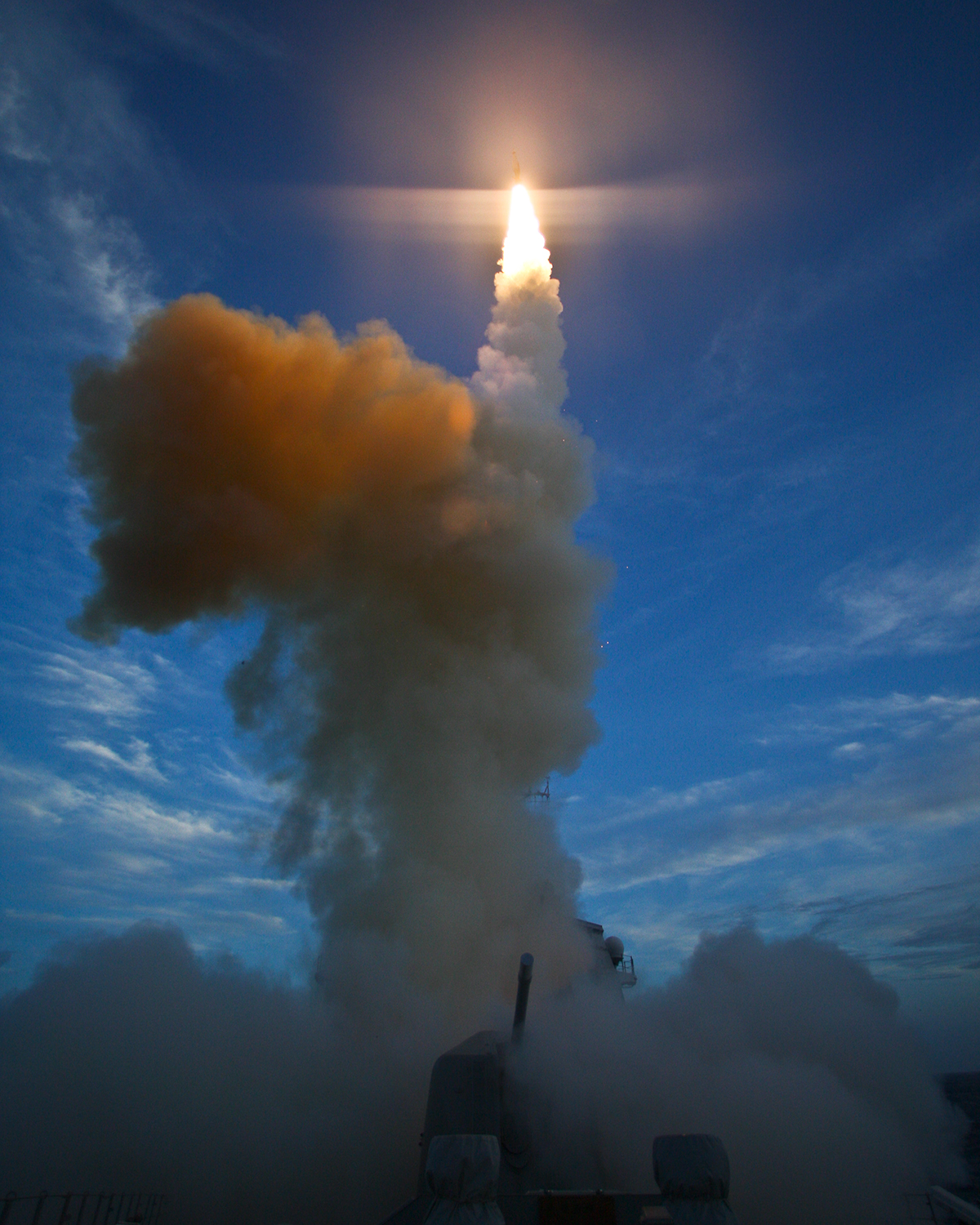
於美國夏威夷考艾島近海進行RIM-161標準三型飛彈發射試驗的妙高號。

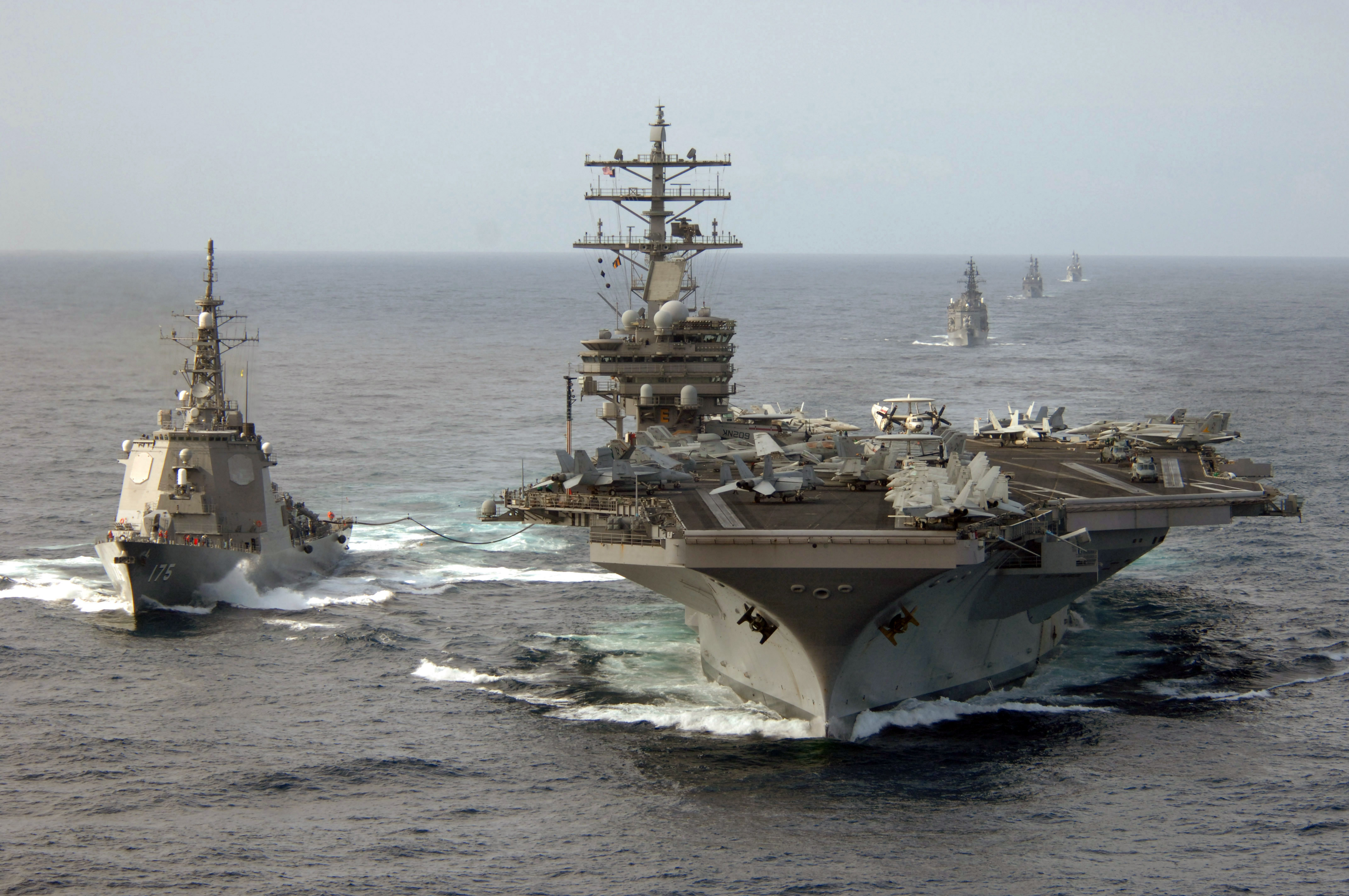
共同實施演習訓練的妙高號（左）與美國海軍隆納·雷根號航空母艦（右）。

妙高號護衛艦的建造計畫於自衛隊《1991年度中期防衛力整備計畫》中被提出，當時編號為平成3年度計畫7200噸級護衛艦2315號艦。1993年4月8日，本艦於三菱重工業長崎造船所起造，1995年10月5日下水，隔年3月14日正式進入海上自衛隊服役，並被編入第3護衛隊群第63護衛隊，母港為位於京都府舞鶴市的舞鶴基地。
1996年10月25日起至翌年2月21日止，本艦前往美國夏威夷進行神盾戰鬥系統標準品質檢驗。
1998年8月31日，北韓試射大浦洞1號飛彈；其飛行軌跡被本艦的雷達系統掌握，並成為美軍重要的情報判斷依據。
同年10月13日，本艦與榛名號護衛艦以及瀨戶霧號護衛艦一同前往韓國釜山參加韓國建國50周年紀念國際觀艦儀式。
1999年3月22日至24日間，北韓工作船秘密潛入日本領海，引發了能登半島沿海不明船事件；榛名號護衛艦、阿武隈號護衛艦與本艦一同前往攔截。
同年5月11日至8月12日間，比叡號護衛艦、天霧號護衛艦與本艦一同前往美國參加訓練。
2004年1月23日，本艦在《恐怖活動對策特別措置法》的授權下開赴印度洋，並在該地執行任務至同年5月，後於6月29日返國。
2005年5月18日起至8月20日間，卷波號護衛艦、曙號護衛艦與本艦一同前往美國參加訓練。
2008年3月26日，本艦改編入第3護衛隊群第7護衛隊。
2009年8月24日至11月18日，本艦前往美國進行彈道飛彈防禦能力測試。10月27日，本艦在夏威夷考艾島近海試射RIM-161標準三型飛彈，並在未被告知發射時刻的條件下成功攔截自太平洋飛彈試射場發射的模擬彈道飛彈。
2012年，本艦與白根號護衛艦、豐後號掃雷母艦等兩艘僚艦一同參與了環太平洋軍事演習。同年12月6日，朝鮮民主主義人民共和国發射了光明星3號2期衛星；本艦遂與金剛號護衛艦、鳥海號護衛艦一同自佐世保基地出航，並與美國海軍一同進行備戰準備。
2016年10月11日，本艦編入第3護衛隊群第3護衛隊。

### 歴代艦長
| 代 | 姓名     | 任職期間              | 出身學校與期數 | 前任職務                                             | 後任職務                                      | 備註                                |
| -- | -------- | --------------------- | -------------- | ---------------------------------------------------- | --------------------------------------------- | ----------------------------------- |
| 1  | 保井信治 | 1996.3.14 - 1997.9.9  | 防大16期       | 妙高號護衛艦艤装員長                                 | 護衛艦隊司令部作戰幕僚                        |                                     |
| 2  | 鈴木英隆 | 1997.9.10 - 1999.8.9  | 防大18期       | 誘導武器教育訓練隊教育部長 兼学生隊長 兼研究室長     | 技術研究本部技術開發官 （誘導武器主管）付     |                                     |
| 3  | 井手剛一 | 1999.8.10 - 2001.3.26 | 防大19期       | 第4護衛隊群司令部幕僚                                | 系統通信隊群司令部幕僚                        |                                     |
| 4  | 金子吉宏 | 2001.3.27 - 2002.5.19 | 防大21期       | 海上幕僚監部防衛部裝備體系課 研究班長                | 海上幕僚監部人事教育部補任課                  |                                     |
| 5  | 村田隆齋 | 2002.5.20 - 2004.8.29 | 防大21期       | 旗風號護衛艦艦長                                     | 開發指導隊群司令部首席幕僚                    |                                     |
| 6  | 五島浩司 | 2004.8.30 - 2006.3.26 | 防大25期       | 海上幕僚監部人事教育部人事計畫課 制度班長 兼要員班長 | 統合幕僚監部防衛計画部計画課 防衛局防衛政策課 |                                     |
| 7  | 桑野弘道 | 2006.3.27 - 2008.8.24 | 防大27期       | 橫須賀地方總監部防衛部 第3幕僚室長 兼第5幕僚室長     | 阪神基地隊副長                                | 就任時2等海佐（中校）、2006.7.1昇任 |
| 8  | 島村雄司 | 2008.8.25 - 2010.3.24 | 防大29期       | 護衛艦隊司令部幕僚                                   | 海上自衛隊第1術科學校教育第2部長              |                                     |
| 9  | 立川浩二 | 2010.3.25 - 2012.4.22 | 防大28期       | 第4護衛隊群司令部幕僚                                | 自衛艦隊司令部情報主任幕僚                    |                                     |
| 10 | 松井陽一 | 2012.4.23 - 2014.3.25 | 防大29期       | 海上自衛隊第1術科學校主任教官兼研究部員              | 吳海上訓練指導隊                              |                                     |
| 11 | 松味利紀 | 2014.3.26 - 2015.3.29 | 水産大学       | 海上幕僚監部人事教育部 人事計画課募集班長            | 海上幕僚監部人事教育部 補任課服務室長         |                                     |
| 12 | 夏井 隆  | 2015.3.30 - 2016.7.31 | 防大36期       | 第４護衛隊群司令部首席幕僚                           | 海上幕僚監部人事教育部補任課                  |                                     |
| 13 | 能勢 毅  | 2016.8.1 - 2018.7.19  |                | 海洋業務暨反潛支援群司令部首席幕僚                   | 沖繩海洋観測所付                              |                                     |
| 14 | 牧 孝行  | 2018.7.20 - 2019.12.1 | 防大37期       | 護衛艦隊司令部勤務                                   | 護衛艦隊司令部勤務                            |                                     |
| 15 | 大谷三穗 | 2019.12.2-            | 防大40期       | 山霧號護衞艦艦長                                     |                                               | 海上自衛隊首位女性神盾艦艦長        |

## 流行文化
妙高號於2012年所上映的美國科幻電影《超級戰艦》中登場，電影中當時參與環太平洋軍事演習美國海軍桑普森号驱逐舰 (DDG-102)（USS Sampson DDG-102）、美國海軍约翰·保罗·琼斯号驱逐舰 (DDG-53)（USS John Paul Jones DDG-53）、日本海上自衛隊神盾飛彈驅逐艦妙高號（JDS Myōkō DDG-175）一同前往偵查外星戰艦墜毀地點。片中桑普森號及妙高號為了掩護約翰‧保羅‧瓊斯號能安全撤退遭受外星戰艦攻擊導致被徹底炸碎並沉沒。

## 引用
1. ↑  .   [2017-07-20]. （原始内容存档于2008-12-01）.
2. ↑  護衛艦「みょうこう」SM-3発射試験の結果について （页面存档备份，存于） 防衛省
3. ↑  イージス艦、佐世保を出港＝海自、北朝鮮ミサイル対処で―日米で迎撃態勢[永久]
4. ↑  時事ドットコム 破壊措置命令を解除＝展開部隊撤収へ－防衛省[] 2012年12月12日

## 外部連結
- 第3護衛隊群官方網站（页面存档备份，存于）
- 海上自衛隊圖庫（页面存档备份，存于）
- GlobalSecurity.org; JMSDF DDG Kongo Class（页面存档备份，存于）